# Запис храст код трафоа - стари (Почековина)
Запис храст код трафоа - стари (Почековина) се налази на парцели чији је власник Општина Трстеник.

## Локација
| Општина             | Трстеник                                                                    |
| Катастарска општина | Почековина                                                                  |
| Потес               | Сеоско богомољиште                                                          |
| Координате          | 43° 35′ 32″ С; 21° 05′ 43″ И / 43.592100000000002° С; 21.095300000000002° И |
| Надморска висина    | 0m                                                                          |

## Карактеристике
Дендрометријске вредности утврђене на терену и сателитским снимцима:
| Стабло                     | Храст |
| Висина стабла              | m     |
| Обим дебла                 | m     |
| Пречник крошње             | 6m    |
| Пречник дебла              | m     |
| Висина дебла до прве гране | m     |

## База записа
Запис је у оквиру Викимедија пројекта "Запис - Свето дрво" заведен под редним бројем 0620.